# Bojan Krkić
Bojan Krkić Pérez, zkráceně jen Bojan Krkić (* 28. srpna 1990, Linyola, Španělsko) je bývalý španělský fotbalista, který naposledy hrál za japonský tým Vissel Kóbe. Jednou reprezentoval reprezentaci Španělska a vícekrát neoficiální reprezentaci Katalánsko. Kariéru ukončil v roce 2023.

## Klubová kariéra
Krkić se stal čtvrtým nejmladším fotbalistou v historii, který nastoupil za FC Barcelona. Pouze tito tři hráči – Paulino Alcántara, Haruna Babangida a Lionel Messi, byli v době svého debutu mladší. V utkání s egyptským mužstvem Al Ahly bylo Krkičovi šestnáct let, sedm měsíců a šestadvacet dnů. Hned ve svém premiérovém utkání navíc vstřelil branku. V lize nastoupil poprvé 16. září 2007 v zápase proti Osasuně. 20. října 2007 na hřišti Villarealu vstřelil svůj první gól ve španělské lize a stal se nejmladším hráčem v dějinách Barcelony, kterému se povedlo skórovat.
19. září 2007 se stal nejmladším hráčem, který kdy nastoupil v Lize mistrů, když proti Lyonu přišel na trávník ve věku 17 let a 22 dní. 1. dubna 2008 vstřelil branku na hřišti Schalke 04 a tím se stal druhým nejmladším střelcem v historii Ligy mistrů.
V červenci 2013 jej klub FC Barcelona poslal na roční hostování do nizozemského týmu AFC Ajax. Zde vyhrál v sezoně 2013/14 ligový titul.

## Přestupy
- - z FC Barcelona do AS Řím za 12 000 000 Euro
  - z AS Řím do AC Milán za 250 000 Euro (hostování)
  - z AS Řím do FC Barcelona za 13 000 000 Euro
  - z FC Barcelona do Stoke City FC za 1 800 000 Euro
  - z Stoke City FC do Montreal Impact zadarmo

## Reprezentační kariéra

### Mládežnické reprezentace
Krkić působil v mládežnických reprezentacích Španělska.
V květnu 2007 se s reprezentací do 17 let zúčastnil Mistrovství Evropy U17 v Belgii, kde ve finále španělští mladíci porazili Anglii 1:0, branku vstřelil Bojan. 

S týmem do 21 let vyhrál roku 2011 Mistrovství Evropy U21 v Dánsku, když Španělé zvítězili ve finále nad Švýcarskem 2:0. 

### A-mužstvo
Jeho otec je Srb, hrál za Crvenou Zvezdu Bělehrad a později se stal skautem FC Barcelona. Matka je Španělka, proto se mohl Krkič rozhodnout, kterou zemi chce reprezentovat. Přednost dostalo Španělsko.
Krkić se v únoru 2008 v utkání s Francií mohl stát nejmladším reprezentantem v jeho historii, ale před utkáním ho postihly zdravotní potíže a tak se jeho první start v národním týmu odložil. V národním A-týmu Španělska debutoval v kvalifikačním utkání na MS 2010 10. září 2008 proti Arménii. Nastoupil na hřiště v 65. minutě za stavu 2:0, Španělsko nakonec zvítězilo jednoznačně 4:0.

## Úspěchy
Krkić je držitelem několika střeleckých rekordů. Stal se také nejlepším hráčem Mistrovství Evropy do 17 let 2007, přestože jako patnáctiletý plnil mezi o dva roky staršími spoluhráči roli náhradníka. Z tohoto turnaje má také zlatou medaili. Na mistrovství světa do sedmnácti let v roce 2007 pomohl Španělsku ke druhému místu a získal Bronzový míč pro třetího nejlepšího hráče na šampionátu.

### Klubové
- 3× vítěz španělské ligy (2008/09, 2009/10, 2010/11)
- 1× vítěz nizozemské ligy (2013/14)
- 1× vítěz španělského poháru (2008/09)
- 1× vítěz kanadského poháru (2019)
- 2× vítěz španělského superpoháru (2009, 2010)
- 1× vítěz nizozemského superpoháru (2013)
- 2× vítěz Ligy mistrů (2008/09, 2010/11)
- 1× vítěz Mistrovství světa klubů (2009)
- 1× vítěz Superpoháru UEFA (2009)

### Reprezentační
- 2× na ME U21 (2009, 2011 - zlato)

## Statistiky
| Sezóna    | Klub             | Liga             | Liga   | Liga | Ligové poháry | Ligové poháry | Ligové poháry | Kontinentální poháry | Kontinentální poháry | Kontinentální poháry | Celkem | Celkem |
| Sezóna    | Klub             | Soutěž           | Zápasy | Góly | Soutěž        | Zápasy        | Góly          | Soutěž               | Zápasy               | Góly                 | Zápasy | Góly   |
| --------- | ---------------- | ---------------- | ------ | ---- | ------------- | ------------- | ------------- | -------------------- | -------------------- | -------------------- | ------ | ------ |
| 2007/08   | FC Barcelona     | Primera División | 31     | 10   | ŠP            | 8             | 1             | LM                   | 9                    | 1                    | 48     | 12     |
| 2008/09   | FC Barcelona     | Primera División | 23     | 2    | ŠP            | 9             | 5             | LM                   | 10                   | 3                    | 42     | 10     |
| 2009/10   | FC Barcelona     | Primera División | 23     | 8    | ŠP+ŠS         | 4+2           | 2+1           | LM+ES+MSK            | 5+1+1                | 1+0+0                | 36     | 12     |
| 2010/11   | FC Barcelona     | Primera División | 27     | 6    | ŠP+ŠS         | 5+2           | 1+0           | LM                   | 3                    | 0                    | 37     | 7      |
| 2011/12   | AS Řím           | Serie A          | 33     | 7    | IP            | 2             | 0             | EL                   | 2*                   | 0*                   | 37     | 7      |
| 2012/13   | AC Milan         | Serie A          | 19     | 3    | IP            | 2             | 0             | LM                   | 6                    | 0                    | 27     | 3      |
| 2013/14   | AFC Ajax         | Eredivisie       | 24     | 4    | NP+NS         | 3+1           | 1+0           | LM+EL                | 2+2                  | 0                    | 32     | 5      |
| 2014/15   | Stoke City FC    | Premier League   | 16     | 4    | FA Cup+ALP    | 1+1           | 1+0           | -                    | 0                    | 0                    | 18     | 5      |
| 2015/16   | Stoke City FC    | Premier League   | 27     | 7    | FA Cup+ALP    | 1+3           | 0             | -                    | 0                    | 0                    | 31     | 7      |
| 2016/17   | Stoke City FC    | Premier League   | 9      | 3    | FA Cup+ALP    | 1+1           | 0             | -                    | 0                    | 0                    | 11     | 3      |
| 2017      | 1. FSV Mainz 05  | Bundesliga       | 11     | 1    | -             | 0             | 0             | -                    | 0                    | 0                    | 11     | 1      |
| srp. 2017 | Stoke City FC    | Premier League   | 1      | 0    | FA Cup+ALP    | 0+1           | 0             | -                    | 0                    | 0                    | 2      | 0      |
| 2017/18   | Deportivo Alavés | Primera División | 13     | 0    | ŠP            | 2             | 1             | -                    | 0                    | 0                    | 15     | 1      |
| 2018/19   | Stoke City FC    | Premier League   | 11     | 1    | FA Cup+ALP    | 0+2           | 0             | -                    | 0                    | 0                    | 13     | 1      |
| 2019      | Montreal Impact  | MLS              | 8      | 3    | KP            | 2             | 0             | -                    | 0                    | 0                    | 10     | 3      |
| 2020      | Montreal Impact  | MLS              | ?      | ?    | KP            | ?             | ?             | LMC                  | ?                    | ?                    | ?      | ?      |
| Celkově   | Celkově          | Celkově          | 289    | 68   | -             | 49            | 12            | -                    | 41                   | 5                    | 379    | 85     |

Poznámky
- i s předkolem.